# Lista de municípios do Vale do Ribeira por população
Segundo o censo de 2022, o Vale do Ribeira tinha 318,475 mil habitantes essa lista mostra os municípios do Vale do Ribeira por população. O Vale do Ribeira é uma região do estado de São Paulo, com um pedaço situado no Paraná, formado por 28 municípios.

## Lista
|     | Município             | Estimativa 2024 |
| --- | --------------------- | --------------- |
| 1°  | Registro              | 59.946          |
| 2°  | Iguape                | 29.115          |
| 3°  | Cajati                | 28.515          |
| 4°  | Juquitiba             | 27.404          |
| 5°  | Apiaí                 | 24.585          |
| 6°  | Pariquera-Açu         | 19.233          |
| 7°  | Miracatu              | 18.553          |
| 8°  | Juquiá                | 17.154          |
| 9°  | Jacupiranga           | 16.116          |
| 10° | São Lourenço da Serra | 15.984          |
| 11° | Itariri               | 15.528          |
| 12° | Ilha Comprida         | 13.419          |
| 13° | Eldorado              | 13.069          |
| 14° | Sete Barras           | 12.730          |
| 15° | Cananéia              | 12.289          |
| 16° | Pedro de Toledo       | 11.281          |
| 17° | Tapiraí               | 7.996           |
| 18° | Barra do Turvo        | 6.875           |
| 19° | Barra do Chapéu       | 5.162           |
| 20° | Itapirapuã Paulista   | 4.306           |
| 21° | Iporanga              | 4.046           |
| 22° | Itaoca                | 3.421           |
| 23° | Ribeira               | 3.132           |